# Heliconius haenschi
Heliconius haenschi är en fjärilsart som beskrevs av Riffarth 1900. Heliconius haenschi ingår i släktet Heliconius och familjen praktfjärilar. Inga underarter finns listade i Catalogue of Life.